# Вильгельм Ганау-Горжовицский

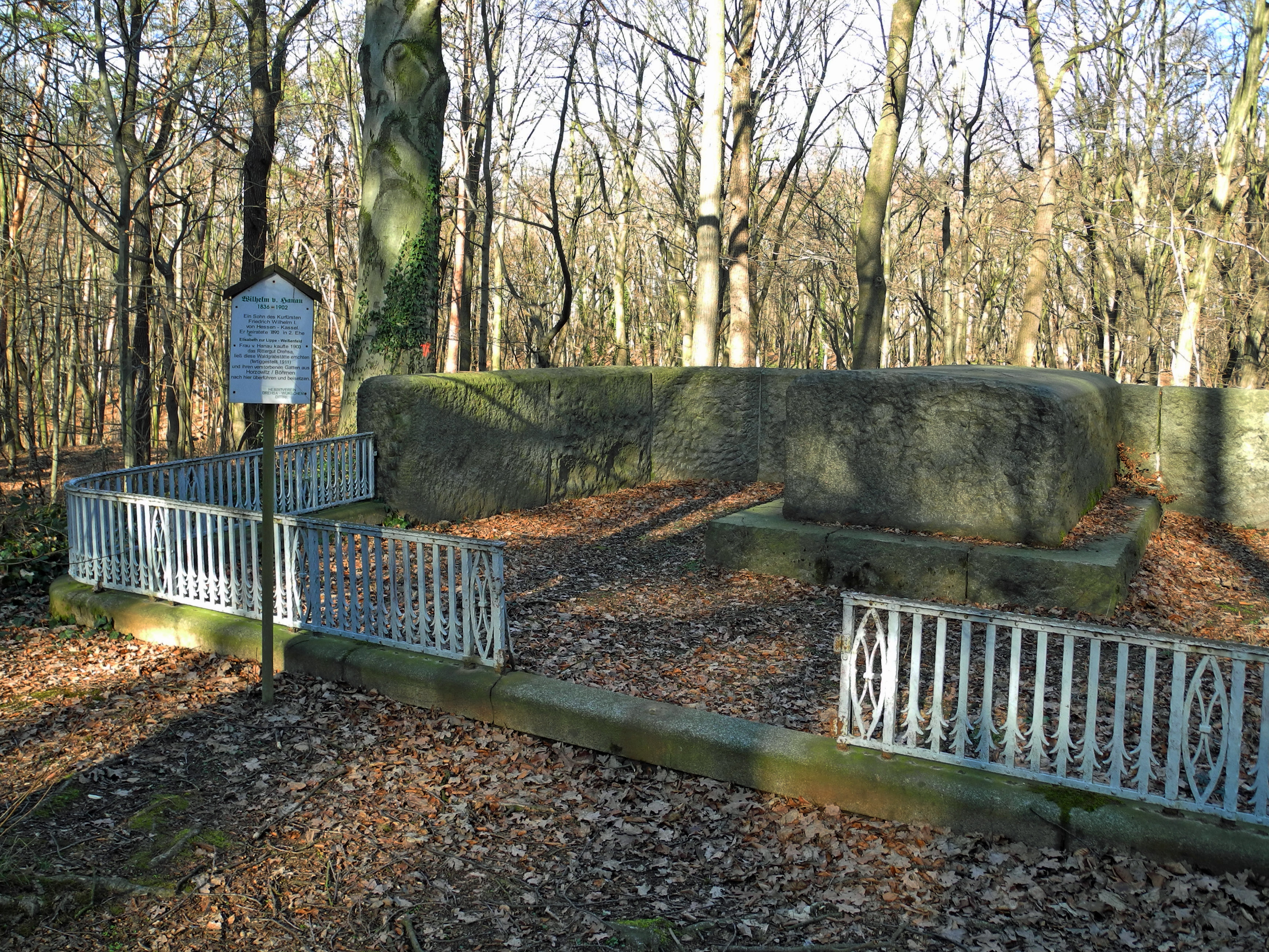
Могила Вильгельма Ганау-Горжовицского.

Вильгельм Ганау-Горжовицский, граф Шаумбургский (нем. Wilhelm von Hanau-Hořovice; 19 февраля 1836, Кассель — 3 июня 1902, Замок Горжовице) — немецкий аристократ, 2-й князь Ганау-Горжовицский.

## Биография
Вильгельм родился 19 февраля 1836 года. Он был третьим сыном курфюрста Гессен-Касселя Фридриха Вильгельма I и его морганатической супруги, Гертруды Фалькенштейн. Из-за происхождения своей матери, не мог унаследовать престол государства, а также он вместе с братьями и сёстрами не считались членами Гессенского дома.
Вильгельм после окончания учёбы, начал военную карьеру в гессенской армии. За время службы, он дослужился до звания майора. Во время Австро-прусско-итальянской войны, курфюршество Гессен, воевало на стороне Австрии, которая войну проиграла. После аннексии Гессена в 1866 году Пруссией, он как и его отец, отправился в изгнание в Австрию, где присоединился к имперскому ландверу. Вильгельм очень интересовался искусством.
В 1889 году, после смерти бездетного старшего брата Морица (1834—1889), он стал вторым князем Ганау-Горжовицским. После этого, как он принял на себя управление семейным трастом, он спроектировал парк замка Горжовице. С 1889 по 1896 годы, он провёл небольшие перестройки замка Горжовице. Так он заказал у скульптора Генриха Наттера, создать там памятник Фридриху Вильгельму I. Вильгельм также заказал скульптуры персонажей из произведений Рихарда Вагнера, которым он восхищался.
В 1891 году для Пражской юбилейной выставки, по его приказу был построен Ганауский павильон, который и по сей день находится в Летенских садах.
Вильгельм скончался 3 июня 1902 года. После его смерти, титул унаследовал его младший брат Карл (1840—1905).
Он был похоронен в парке поместья Дреса, в Верхней Лужице.

## Личная жизнь
29 января 1866 года он женился на принцессе Елизавете Шаумбург-Липпской (1841—1926) во Франкфурте-на-Майне. Елизавета была младшей дочерью Георга Вильгельма Шаумбург-Липпского (1784—1860) и его супруги Иды Вальдек-Пирмонтской (1796—1869). Этот брак был династическим проектом родителей Вильгельма, которым впервые, таким образом удалось женить одного из своих сыновей, не принадлежавшего к классу высшего дворянства, на дочери одного из правителей немецких государств. Брат Елизаветы, Адольф I Георг, считал этот брак неудачным и пытался сопротивляться ему. После аннексии курфюршества, политическая цель брака в значительной степени исчезла, и брак был расторгнут 22 апреля 1868 года. Детей у супругов не было.
Второй раз, Вильгельм женился на Елизавете Липпе-Вейсенфельдской (1868—1952), 12 мая 1890 года. Елизавета была дочерью Франца Липпе-Бистерфельд-Вейсенфельдского (1820—1880) и его супруги баронессы Марии фон Бесшвиц (1836—1921). Свадьба состоялась в Дёберкице, недалеко от Баутцена. Этот брак также остался бездетным.